# Diyallı
Diyallı (ryska: Дияллы) är en ort i Azerbajdzjan.   Den ligger i distriktet İsmayıllı Rayonu, i den centrala delen av landet, 150 km väster om huvudstaden Baku. Diyallı ligger 780 meter över havet och antalet invånare är 2 016.
Terrängen runt Diyallı är kuperad åt sydväst, men åt nordost är den bergig. Närmaste större samhälle är İsmayıllı, 6,8 km väster om Diyallı.
Trakten runt Diyallı består till största delen av jordbruksmark. Runt Diyallı är det ganska glesbefolkat, med 34 invånare per kvadratkilometer.